# جيمس د. هاو
جيمس د. هاو (بالإنجليزية: James D. Howe)‏ هو عسكري أمريكي، ولد في 17 ديسمبر 1948 في كارولاينا الجنوبية في الولايات المتحدة، وتوفي في 6 مايو 1970 في محافظة كوانغ نام في فيتنام.